# Icacinaceae

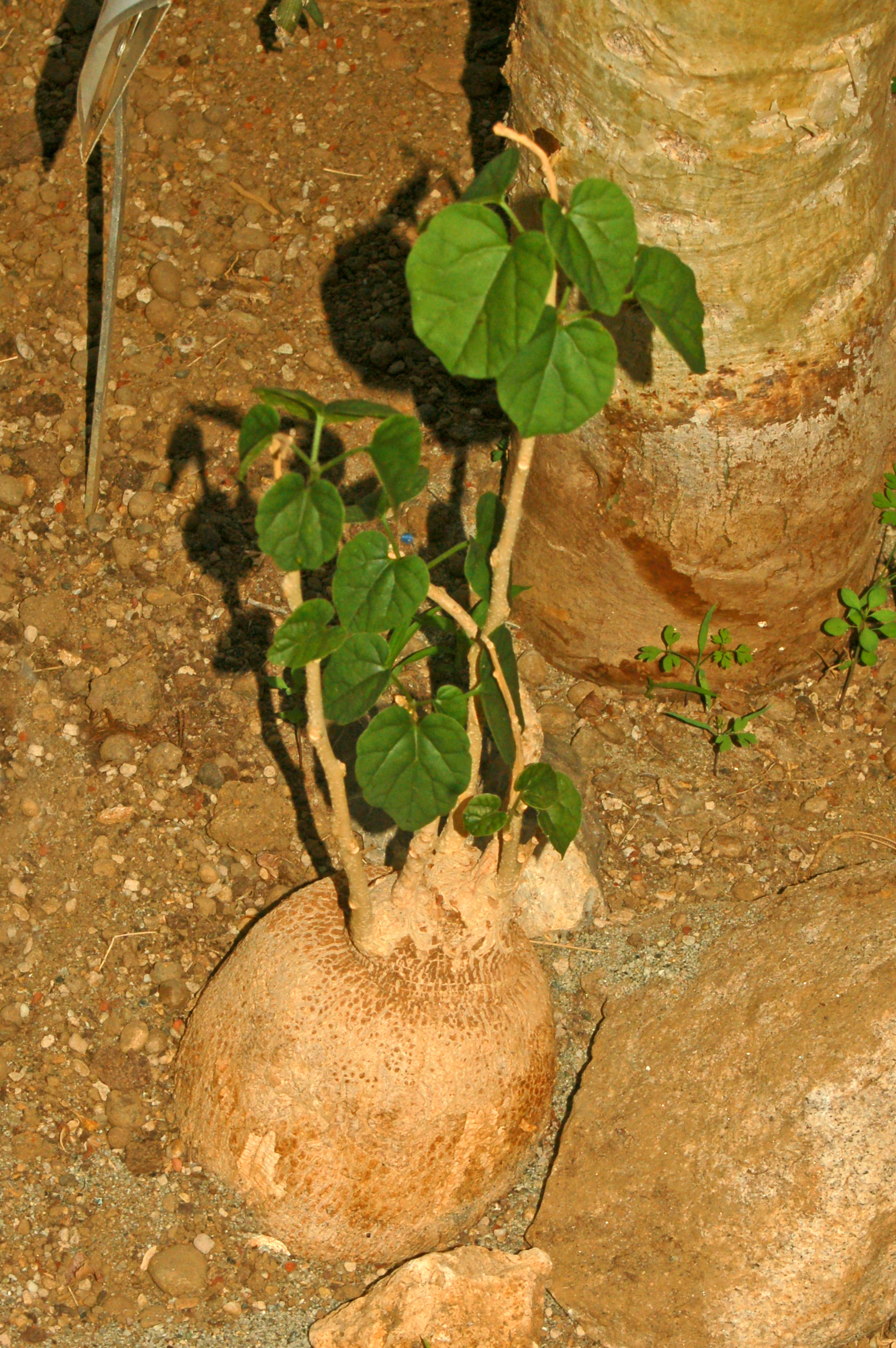
Pyrenacantha malvifolia

Icacinaceae – rodzina z rzędu Icacinales. Obejmuje 23 rodzaje z 200 gatunkami. Rośliny te występują w tropikach – w Ameryce Środkowej, w północnej i środkowej części Ameryki Południowej, Afryce Środkowej i Południowej, na Półwyspie Indyjskim i wyspie Cejlon, w południowo-wschodniej Azji, północnej Australii i Oceanii.

## Morfologia
PokrójZimozielone drzewa, krzewy i pnącza z wąsami czepnymi. Nierzadko z pędami w dole spichrzowymi (Pyrenacantha) lub z bulwiastymi korzeniami (plemiona Phytocreneae i Icacineae).
LiścieSkrętoległe i naprzeciwległe. Całobrzegie, piłkowane lub ząbkowane, zwykle użyłkowane pierzasto, rzadko dłoniasto (plemię Phytocreneae).
KwiatyZebrane w różnego rodzaju kwiatostany, zwykle 5-krotne. Kielich niepozorny, z działkami zrosłymi u dołu lub wolnymi, zwykle trwały. Korona wolnopłatkowa lub z płatkami zrosłymi u nasady. Pręciki w liczbie równej liczbie płatków, o nitkach krótszych od pylników. Zalążnia górna, zwykle z pojedynczego owocolistka.
OwocePestkowce, czasem zbiorowe (Phytocrene).

## Systematyka
Pozycja i przynależność rodzajów do tej rodziny ulegała istotnym zmianom. W pierwszych systemach APG (1998, 2003, 2009) rodzina miała status nieokreślony w klasyfikacji (incertae sedis). W systemie APG IV z 2016, po wyodrębnieniu części zaliczanych tu wcześniej rodzajów (głównie do rodziny Metteniusaceae), umieszczona została w rzędzie Icacinales jako siostrzana rodzinie Oncothecaceae.
W obrębie rodziny klad bazalny tworzy rodzaj Cassinopsis.
Pozycja systematyczna według APWeb (aktualizowany system APG IV z 2016)
| Icacinales | \| \| Oncothecaceae \| \| \| \| \| \| Icacinaceae \| \| \| \| |
|            | \| \| Oncothecaceae \| \| \| \| \| \| Icacinaceae \| \| \| \| |
|            | Oncothecaceae                                                 |
|            |                                                               |
|            | Icacinaceae                                                   |
|            |                                                               |

Wykaz rodzajów
- Alsodeiopsis Oliver
- Casimirella Hassler
- Cassinopsis Sonder
- Desmostachys Miers
- Hosiea Hemsley & E. H. Wilson
- Icacina A. Jussieu
- Iodes Blume
- Lavigeria Pierre
- Leretia Vellozo
- Mappia Jacquin
- Mappianthus Handel-Mazzetti
- Merrilliodendron Kanehira
- Miquelia Meisner
- Natsiatopsis Kurz
- Natsiatum Arnott
- Nothapodytes Blume
- Phytocrene Wallich
- Pleurisanthes Baillon
- Pyrenacantha Wight
- Rhyticaryum Beccari
- Sarcostigma Wight & Arnott
- Sleumeria Utteridge et al.
- Stachyanthus Engler